# Liste der Monuments historiques in Grosbliederstroff
Die Liste der Monuments historiques in Grosbliederstroff führt die Monuments historiques in der französischen Gemeinde Grosbliederstroff auf.

## Liste der Bauwerke
| Bezeichnung | Beschreibung | Standort               | Kennzeichnung | Schutzstatus | Datum | Bild |
| ----------- | ------------ | ---------------------- | ------------- | ------------ | ----- | ---- |
| Beinhaus    |              | Rue de l’Église (Lage) | PA00106774    | Inscrit      | 1987  |      |

## Liste der Objekte
| Bezeichnung                                | Beschreibung | Standort                         | Kennzeichnung | Schutzstatus | Datum | Bild |
| ------------------------------------------ | --- | -------------------------------- | ------------- | ------------ | ----- | ---- |
| Zehn Skulpturen                            | Ensemble aus PM57000571 bis PM57000580                                                                                          | in der Kapelle Ste-Croix (Lage)  | PM57000083    | Classé       | 1988  |      |
| Skulptur Heilige Veronika                  | mit Konsole; Holz, farbig gefasst, 18. Jahrhundert                                                                              | in der Kapelle Ste-Croix (Lage)  | PM57000571    | Classé       | 1988  |      |
| Skulptur Heiliger Josef                    | mit Konsole; Holz, farbig gefasst, 18. Jahrhundert                                                                              | in der Kapelle Ste-Croix (Lage)  | PM57000572    | Classé       | 1988  |      |
| Skulptur Johannes der Täufer               | mit Konsole; Holz, farbig gefasst, 18. Jahrhundert                                                                              | in der Kapelle Ste-Croix (Lage)  | PM57000573    | Classé       | 1988  |      |
| Skulptur Heiliger Hermann Joseph           | mit Konsole; Holz, farbig gefasst, 18. Jahrhundert                                                                              | in der Kapelle Ste-Croix (Lage)  | PM57000574    | Classé       | 1988  |      |
| Skulptur Heiliger Nikolaus                 | mit Konsole; Holz, farbig gefasst, 18. Jahrhundert                                                                              | in der Kapelle Ste-Croix (Lage)  | PM57000575    | Classé       | 1988  |      |
| Skulptur Heiliger Wendelin                 | mit Konsole; Holz, farbig gefasst, 18. Jahrhundert                                                                              | in der Kapelle Ste-Croix (Lage)  | PM57000576    | Classé       | 1988  |      |
| Skulptur Heiliger Wolfgang                 | mit Konsole; Holz, farbig gefasst, 18. Jahrhundert                                                                              | in der Kapelle Ste-Croix (Lage)  | PM57000577    | Classé       | 1988  |      |
| Skulptur Heilige Katharina von Alexandrien | mit Konsole; Holz, farbig gefasst, 18. Jahrhundert                                                                              | in der Kapelle Ste-Croix (Lage)  | PM57000578    | Classé       | 1988  |      |
| Skulptur Heilige Helena                    | mit Konsole; Holz, farbig gefasst, 18. Jahrhundert                                                                              | in der Kapelle Ste-Croix (Lage)  | PM57000579    | Classé       | 1988  |      |
| Skulptur Heilige Margaretha                | mit Konsole; Holz, farbig gefasst, 18. Jahrhundert                                                                              | in der Kapelle Ste-Croix (Lage)  | PM57000580    | Classé       | 1988  |      |
| Mariä-Verkündigungs-Altar                  | linker Seitenaltar; Altartisch, Retabel und drei Skulpturen; Holz, farbig gefasst und vergoldet, 1773                           | in der Kirche St-Innocent (Lage) | PM57000079    | Classé       | 1983  |      |
| Orgel                                      | Haupteintrag für PM57000081 | in der Kirche St-Innocent (Lage) | PM57000725    | Classé       | 1988  |      |
| Orgelprospekt                              | 1868 gebaut | in der Kirche St-Innocent (Lage) | PM57000081    | Classé       | 1988  |      |
| Kelch                                      | Zinn, 18. Jahrhundert | in der Kirche St-Innocent (Lage) | PM57000488    | Classé       | 1993  |      |
| Zwei Beichtstühle                          | Holz, teilweise vergoldet, 18. oder 19. Jahrhundert                                                                             | in der Kirche St-Innocent (Lage) | PM57000082    | Classé       | 1988  |      |
| Kelch und Patene                           | Silber, vergoldet, zweite Hälfte des 18. Jahrhunderts                                                                           | in der Kirche St-Innocent (Lage) | PM57000487    | Classé       | 1993  |      |
| Tabernakel                                 | Holz, 18. Jahrhundert | in der Kapelle Ste-Croix (Lage)  | PM57000787    | Inscrit      | 1986  |      |
| Sebastiansaltar                            | rechter Seitenaltar; Altartisch, Retabel und drei Skulpturen; Holz, farbig gefasst und vergoldet, 1773                          | in der Kirche St-Innocent (Lage) | PM57000077    | Classé       | 1983  |      |
| Hauptaltar                                 | Altartisch, Tabernakel, Exposition, Retabel und drei Skulpturen; Holz, farbig gefasst und vergoldet, Mitte des 18. Jahrhunderts | in der Kirche St-Innocent (Lage) | PM57000078    | Classé       | 1983  |      |
| Kanzel                                     | Holz, farbig gefasst und vergoldet, Mitte des 18. Jahrhunderts                                                                  | in der Kirche St-Innocent (Lage) | PM57000080    | Classé       | 1983  |      |
| Kreuzigungsgruppe                          | Holz, farbig gefasst, 18. Jahrhundert                                                                                           | in der Kapelle Ste-Croix (Lage)  | PM57000786    | Inscrit      | 1986  |      |